# Premio nazionale Toson d'oro di Vespasiano Gonzaga

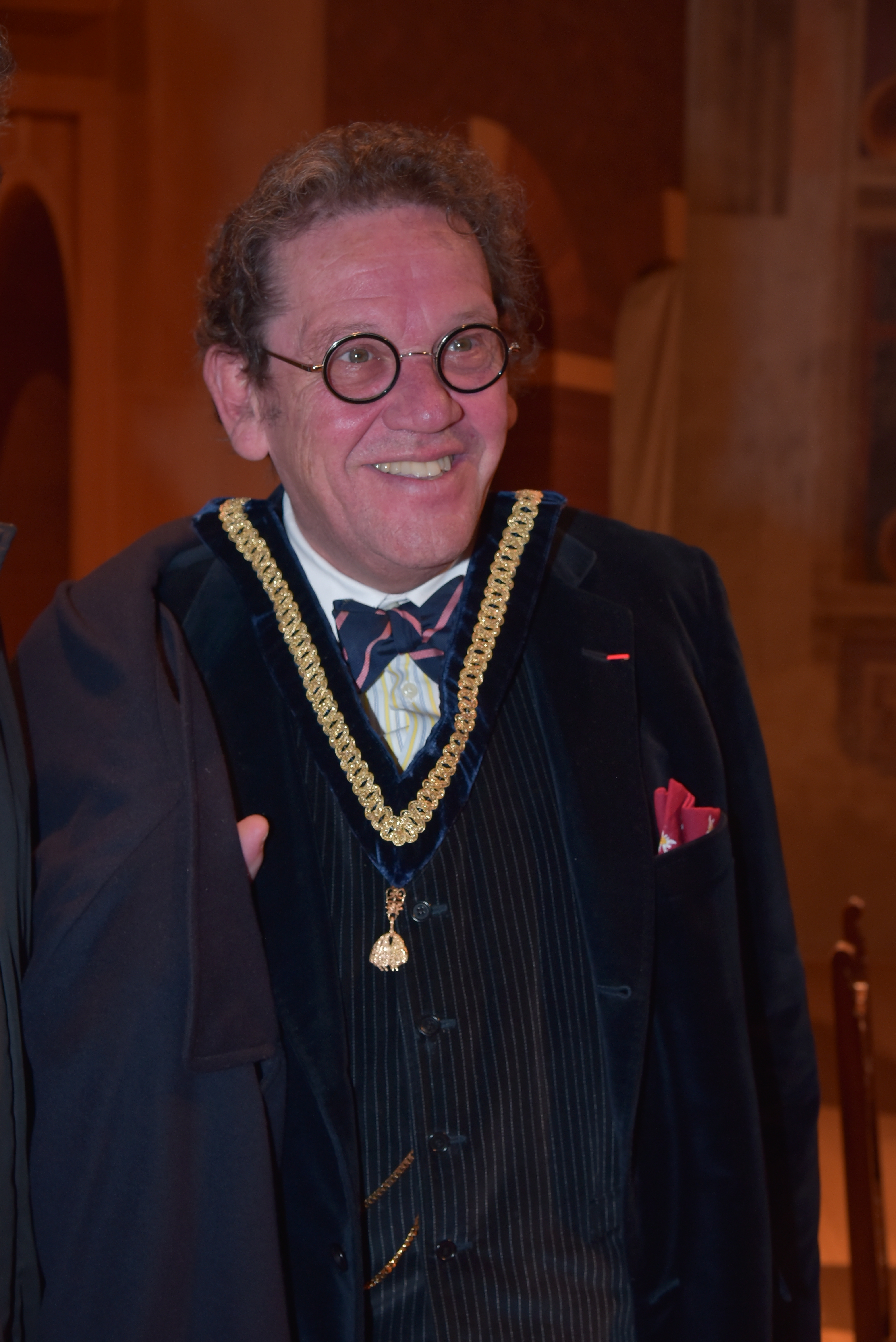
Philippe Daverio con l'onorificenza del 2015

Il Premio nazionale Toson d'oro di Vespasiano Gonzaga è un premio assegnato annualmente dal Rotary Club Casalmaggiore-Viadana-Sabbioneta, con il patrocinio del Comune di Sabbioneta, alla carriera di coloro che si distinguono in campi diversi.
Il premio, istituito nel 2011-2012, si ispira alle virtù del fondatore di Sabbioneta, patrimonio UNESCO, Vespasiano I Gonzaga insignito dell'onorificenza del Toson d'oro nel settembre 1585 e al pendente in oro rinvenuto nella tomba del duca. Dal regolamento, si intende premiare chi ha "onorato in modo eccezionale la società, senza limiti d’età, di nazionalità, di sesso, di censo, di professione e di appartenenza politica o religiosa".

## Premiati
- Umberto Veronesi, 2014[1]
- Philippe Daverio, 2015[1]
- Ennio Morricone, 2016[1]
- Massimo Bottura, 2017[1]
- Carla Fracci, 2018[2]
- Santo Versace, 2019[3]
- Vittorio Storaro, 2022[1]
- Horacio Pagani, 2023
- Ilaria Capua, 2024